# Otávio Rodrigues de Oliveira
Otávio Rodrigues de Oliveira (1962 - Arcos, 27 de agosto de 2000) foi um criminoso brasileiro.
Destacou-se por uma acusação de assassinato em série, ao matar cinco pessoas da mesma família em Arcos, cidade do Centro-Oeste de Minas Gerais, em 31 de julho de 2000. Fez três filhos de reféns e foi detido no mesmo dia.
No dia 27 de agosto, após menos de um mês na prisão, cometeu suicídio por enforcamento.

## Biografia
Teve um filho em 1983, fruto de seu primeiro casamento, mas anos depois se divorciou.
No ano seguinte (1984) começou a trabalhar na Infraero, no Aeroporto Internacional de Confins, próximo a Belo Horizonte.
Casou-se em segunda núpcias, tendo mais quatro filhos, todos com o sobrenome Dias Rodrigues de Oliveira: Suzana (nascida em 1983), Gregory (em 1985), Renatha (em 1988) e Angélica (em 1989).
Em 1996, candidatou-se a vereador na cidade de Lagoa Santa, mas não conseguiu eleger-se.
Após 14 anos de trabalho na Infraero, aposentou-se por invalidez em janeiro de 1998, por problemas psiquiátricos.
Em fevereiro de 2000, separou-se de sua esposa, Maria Célia Dias, em litígio judicial. Havia, entretanto, um acordo verbal entre o ex-casal, de que cada um ficaria uma semana com os filhos. Na penúltima vez em que esteve com os filhos, o aposentado extrapolou os termos desse acordo e permaneceu com os filhos por duas semanas. Por esse motivo, em 30 de julho de 2000, um domingo, quando quis rever os filhos, Otávio foi impedido pela sua ex-esposa.

## Assassinatos
No dia seguinte, 31 de julho, revoltado com a ex-esposa que o impedira de ver os filhos no dia anterior, Otávio saiu da sua residência por volta das 14 horas e foi à casa da mãe, Leopoldina Cândido de Mendonça. Ao chegar, o irmão, José Rodrigues de Souza, constatou que era ele e abriu-lhe a porta.
Ainda à porta da casa da mãe, Otávio pediu dinheiro ao irmão para fugir com os filhos. Diante da recusa de José Rodrigues, Otávio sacou um revólver e assassinou-o com seis tiros. Em seguida entrou na residência e também assassinou a própria mãe, com dois tiros: um no peito e outro na cabeça. Ainda na residência, encontrou a filha Suzana, que amarrou e amordaçou, para levá-la em seguida à residência da ex-esposa.
Ao chegar na residência da ex-esposa, encontrou-se com a ex-sogra, Terezinha Fernandes Dias, que assassinou a tiros, e a própria ex-esposa e o cunhado, Antônio Henrique Dias, que também assassinou. Tentou assassinar um outro cunhado, Daniel Fernandes Dias, contra quem disparou um tiro no peito, mas que ao ser levado para o Hospital de Divinópolis, na mesma cidade, ainda com vida, sobreviveu.
Em seguida, Otávio evadiu-se do local. Os vizinhos da casa da ex-esposa, que ouviram vários disparos, chamaram a polícia pelo telefone.
Ao ser descoberto pela polícia e perseguido, Otávio refugiou-se no início da manhã na própria residência (que estava com 8 botijões de gás abertos e com pólvora pela casa), mas a filha Suzana conseguiu fugir. Em seguida, manteve os três filhos (Gregory, Renatha e Angélica) como reféns, ameaçando matá-los.

## Prisão
O desfecho do sequestro foi proporcionado por um descuido do próprio aposentado. O filho, Gregory, tomou-lhe a arma, saindo da casa imediatamente. A polícia invadiu então o local e libertou as duas meninas.
Otávio permaneceu acuado em um cômodo. Entretanto, devido ao uso de fortes medicamentos durante o crime, estava tão sonolento que não ofereceu resistência à prisão.
Revoltada pelo violentíssimo crime, a população de Arcos tentou aproximar-se do assassino, ameaçando linchá-lo, sendo contida pela polícia.

## Funeral e enterro das vítimas
Horas depois dos crimes, os corpos dos familiares, Leopoldina Cândido de Mendonça, José Rodrigues de Souza, Terezinha Fernandes Dias, Maria Célia Dias, Antônio Henrique Dias foram velados e sepultados no município de Arcos (31 de julho).

## Internação
Horas depois dos crimes, Otávio Oliveira foi levado pela polícia para a Santa Casa de Misericórdia de Arcos, tendo entrado em coma após os assassinatos. Naquela instituição os médicos descobriram que ele tentou o suicídio pela ingestão de uma mistura de guaraná, raticida e agrotóxico.

## Confissão
O réu afirmou à polícia, após ser detido, que pretendia matar dez pessoas. De acordo com o delegado João Pedro de Rezende, responsável pelo inquérito que apura os crimes, o aposentado pretendia matar "todas as pessoas que conspiravam para tirar os filhos de perto dele".
Oliveira chegou a dizer para o delegado o nome de duas vítimas: o ex-sogro, Albertino Francisco Dias, e a vizinha, Geralda Clementina Valadão. Segundo o delegado, o assassino considerava que os dois faziam parte do grupo que "conspirava" para afastá-lo dos filhos, classificando a vizinha como "fofoqueira", mas o delegado disse ainda não saber quais motivos contribuíram para que Oliveira não cumprisse por completo o seu intento.

## Depoimentos
Até dia 3 de agosto, 11 testemunhas já prestaram depoimento.

## Transferência
Em 8 de agosto, foi transferido de Arcos para Formiga, a 30 quilômetros do local onde ocorreram os assassinatos, numa cela vazia.

## Suicídio
Em 27 de agosto de 2000, foi encontrado morto por volta das 06:30h em sua cela. Segundo o investigador de polícia Jairo Silva, o réu premeditou o seu suicídio com precisão: pegou dois palitos de fósforo e colocou-os dentro da fechadura do cadeado que fechava a sua cela; em seguida, pegou um pedaço do fio do chuveiro e improvisou uma espécie de torniquete com a sua escova de dentes. Depois matou-se deitado na cama, debaixo dos cobertores. "Os policias tiveram de arrebentar o cadeado para entrar na cela (…). Os policiais desconfiaram que algo estava errado depois de que ele já havia se matado. Ele calculou tudo", disse.